# Diadine
Diadine (em turco: Diyadin), Guiadine (em turco: Giyadîn) ou Tateone (em armênio: Տատէոն; romaniz.: Tatēon) é uma cidade e distrito do extremo oriental da Turquia, na província de Are e na região da Anatólia Oriental. O distrito tem 1 351 km² de área e em dezembro de 2021 tinha 40 286 habitantes (densidade: 29,8 hab./km²), dos quais 20 302 na sua capital.

## Geografia
Diadine está localizada na margem direita do curso superior do rio Murate, a cerca de 38 quilômetros a oeste de Baiazite, no sopé das montanhas Salcanse, no ponto de partida de várias estradas locais que partem da estrada de Erzurum-Baiazite. A 5-6 quilômetros de Diadine fica a ponte natural do Murate, com 21 metros de altura e largura, formada devido à atividade de longo prazo de águas minerais com composição de calcário e enxofre, a partir da combinação de cal e enxofre. Várias águas minerais quentes e mornas fluem dali. Um pouco longe da ponte, na margem direita do Murate, existe uma grande fonte de águas minerais, cuja temperatura é muito alta. Essas fontes formam as termas históricas de Varxaque.

## História
Historicamente, Diadine foi referida como aldeia e cidade. Alguns estudiosos tentam identificá-la com a antiga Saapivano do distrito (gavar) de Zalcota da província de Airarate do Reino da Armênia. O historiador Łevond Ališan sugeriu que seja o assentamento de Tatianse (ou Tateom) mencionado no século IV. Com base nisso, propôs que os monges do mosteiro de São João de Bagauna mudaram seu nome para Diatune, supostamente em memória aos soldados romanos que morreram na Batalha de Vagabanta de 371, e dessa forma surgiu a versão corrompida Diadine. No Império Otomano, foi sede do caza (distrito) de Diadine, do sanjaco de Beiazite, do vilaiete de Erzurum. Em 1878, foram contabilizados 78 assentamentos no caza, com 1 600 residências e 12 mil habitantes. Sua população subsistia de agricultura, pecuária, artesanato e comércio. No genocídio armênio de 1915, parte de sua população foi morta, e parte escapou à Armênia Oriental.

## Subdivisões
O distrito de Diadine é formado por 62 vilas:
- Aquechevre (Akçevre)
- Aquiolache (Akyolaç)
- Altenquilite (Altınkilit)
- Axaeaquepazar (Aşağıakpazar)
- Axaedalorene (Aşağıdalören)
- Axaecardesli (Aşağıkardeşli)
- Axaetuteque (Aşağıtütek)
- Atadame (Atadamı)
- Ataiolu (Atayolu)
- Batebeili (Batıbeyli)
- Bioalane (Boyalan)
- Budaque (Budak)
- Burgulu
- Buvetli (Büvetli)
- Cajecalite (Hacıhalit)
- Capanja (Kapanca)
- Carapazar (Karapazar)
- Carataxe (Karataş)
- Cojachobane (Kocaçoban)
- Cotanje (Kotancı)
- Cusburnu (Kuşburnu)
- Cuslu (Kuşlu)
- Davutecoi (Davutköy)
- Dedebulaque (Dedebulak)
- Delicassane (Delihasan)
- Dibecli (Dibekli)
- Docustaxe (Dokuztaş)
- Essaa (Isaağa)
- Guedique (Gedik)
- Goebacane (Göğebakan)
- Gozupeque (Gözüpek)
- Gumbuldu (Günbuldu)
- Ianequechucur (Yanıkçukur)
- Ienichader (Yeniçadır)
- Iaxilduraque (Yeşildurak)
- Ielderem (Yıldırım)
- Ieldez (Yıldız)
- Iolcupenare (Yolcupınarı)
- Iorucatle (Yörükatlı)
- Iucare Aquepazar (Yukarı Akpazar)
- Iucare Dolarene (Yukarı Dalören)
- Iucare Tuteque (Yukarı Tütek)
- Iuva (Yuva)
- Molacara (Mollakara)
- Mutlu
- Ouloba (Oğuloba)
- Omusbaxe (Omuzbaşı)
- Pirali
- Queibeliurte (Heybeliyurt)
- Raquemanculu (Rahmankulu)
- Satejelar (Satıcılar)
- Soucsu (Soğuksu)
- Surencoque (Sürenkök)
- Surmelicoche (Sürmelikoç)
- Xaquinxaque (Şahinşah)
- Xequerbulaque (Şekerbulak)
- Tasbassamaque (Taşbasamak)
- Tasquessene (Taşkesen)
- Tazequente (Tazekent)
- Toclujaque (Toklucak)
- Uluquente (Ulukent)
- Uissale (Uysallı)